# Brutus (Łódź)
Brutus [pronunciación en polaco: /ˈbrutus/] es un pueblo en el distrito administrativo de Gmina Kiełczygłów, dentro del condado de Pajęczno, voivodato de Łódź, en el centro de Polonia. Se encuentra aproximadamente 4 kilómetros al este de Kiełczygłów, 12 kilómetros al norte de Pajęczno y 67 kilómetros al suroeste de la capital regional, Łódź. 